# 东帝汶中资企业协会
东帝汶中资企业协会（英語：Association of Chinese Enterprises in Timor-Leste；简写：AEC-TL）是经东帝汶政府于2016年2月22日正式批准、2016年5月4日正式成立，由在东帝汶的中资企业发起的非营利性、自律性的民间社团组织。
2020年Covid-19疫情全球爆发，东帝汶中资企业协会多次组织向湖北疫区及东帝汶政府进行捐赠，驰援国内抗击疫情，并受到中华人民共和国商务部的表扬。

## 协会成立
东帝汶中资企业协会是在东帝汶注册的非本地行业组织。2016年2月22日，东帝汶司法部签发了东帝汶中资企业协会注册证书，标志着东帝汶中资企业协会正式合法设立，东帝汶中资企业协会由在东帝汶的中资企业自愿发起，代表中资企业利益，维护中资企业权益的非营利性、自律性的民间社团组织。
根据东帝汶司法部注册批复及协会章程，2016年4月28日、5月4日，东帝汶中资企业协会分别召开了成立大会预备会和成立大会。会议选举产生了第一届理事会会长、副会长单位，会长、副会长人员，以及表决通过了会员管理办法和协会财务管理制度等。

2016年5月4日，东帝汶中资企业协会在帝力正式成立。中华人民共和国外交部和中华人民共和国驻东帝汶大使馆有关领导、19家中资企业、中华人民共和国援东医疗队以及东帝汶华商联合会、东帝汶中华商会等单位的代表约50人出席了协会成立仪式活动。

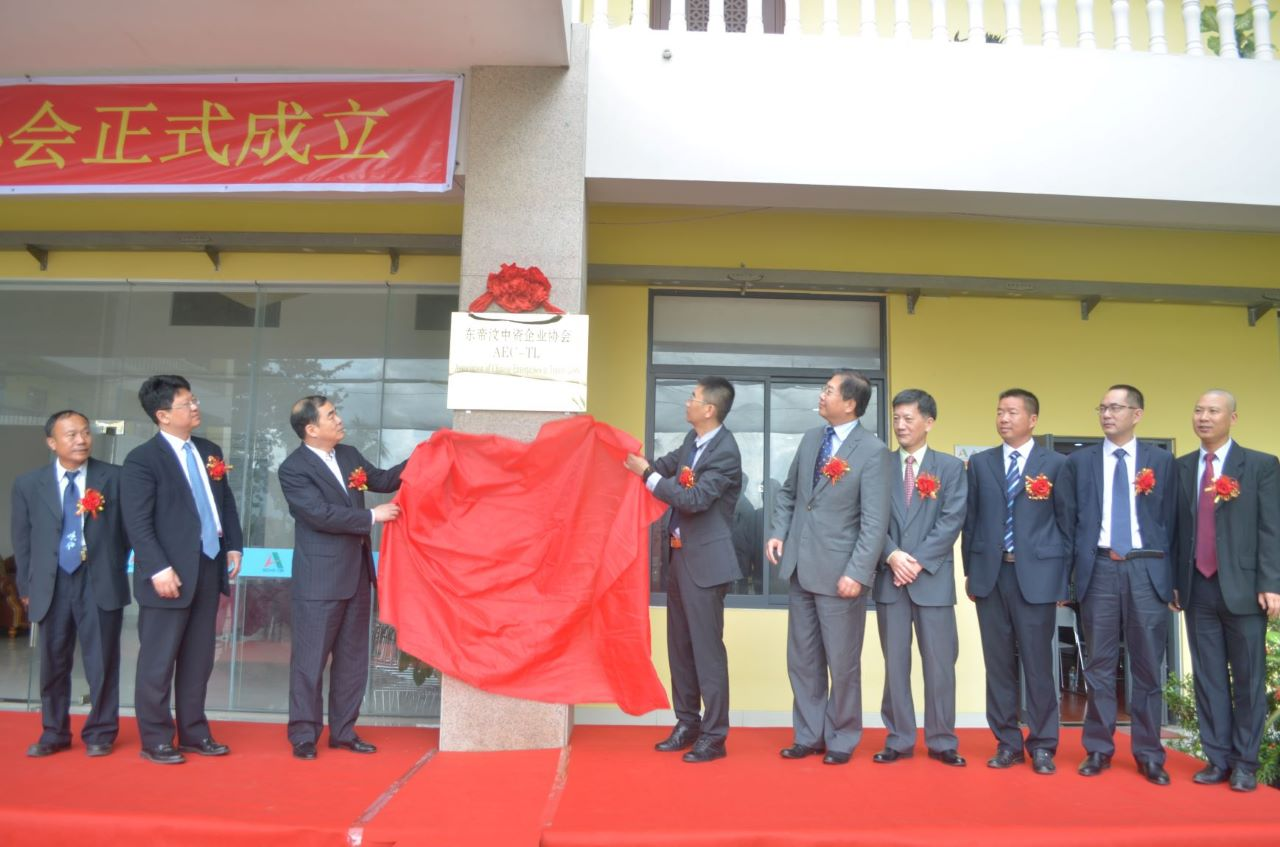
东帝汶中资企业协会揭牌仪式
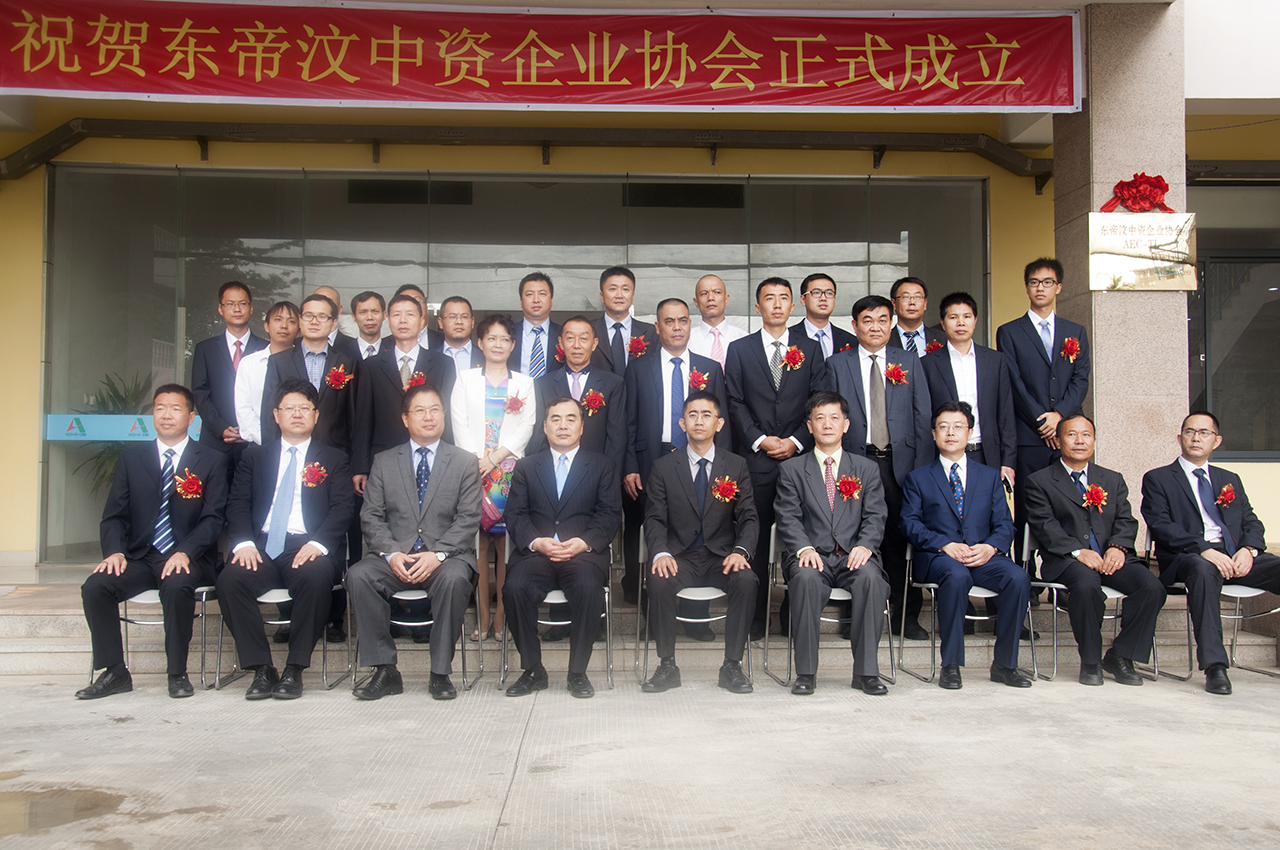
东帝汶中资企业协会成员合影

## 协会宗旨
1. 推动中资企业加强相互协调、联系和交流，为中资企业服务；
2. 增进中资企业和当地政府、社团组织、工商界、社区民众的联系和沟通，扩大中东经贸合作；
3. 代表会员企业对外交涉，维护会员合法权益；
4. 指导中资企业守法经营、公平竞争，做好与当地的融合工作，协商解决重大问题。[10]

## 协会成员
东帝汶中资企业协会创始会员二十余家，涵盖了建筑、农业、贸易、能源、通信、物流等多个领域。
| 序号 | 姓名                                                          | 职务   | 单位                                     |
| ---- | ------------------------------------------------------------- | ------ | ---------------------------------------- |
| 1    | 胥 猛（2017年离任） 王庆锋（2018年离任） 王铁铭（2018年继任） | 会长   | 中国山东对外经济技术合作集团东帝汶公司   |
| 2    | 吴拥军（离任） 张明存（继任）                                 | 副会长 | 中国核工业第二二建设有限公司东帝汶分公司 |
| 3    | 方远祥                                                        | 副会长 | 东帝汶隆平农业发展有限公司               |
| 4    | 李承忠                                                        | 副会长 | 重庆对外建设（集团）有限公司             |